# 한소정
한소정(1984년 9월 19일 ~ )은 대한민국 모델이며, 신장은 174cm로, 컴페니언모델, 에이빙모델, 레이싱모델 등에 종사하고 있다. 2003년 데뷔하였으며, 의전, 광고모델 등 다양한 분야에서 활동한 바 있다.

## 경력

### 에이빙모델 경력
- 2003년 부산 모터쇼 현대자동차 부스 포즈모델
- 2005년 서울 모터쇼 다이믈러 크라이슬러 /다찌 부스 포즈모델
- 2006년 부산 모터쇼 다이믈러 크라이슬러/지프 부스 포즈모델
- 2006년 서울 국제사진영상기자재전 니콘 부스 포즈모델
- 2006년 서울오토살롱 XEXRUN 부스 포즈모델
- 2006년 K-1 Fighting Network KHAN 모델
- 2007년 서울 모터쇼 쌍용자동차 부스 포즈모델
- 2007년 한국전자전 쿠쿠홈시스 부스 모델
- 2007년 Korea IT Show KTF 부스 모델
- 2008년 부산 모터쇼 현대자동차 부스 포즈모델
- 2010년 부산 모터쇼 르노삼성 부스 포즈모델[1]
- 2010년 World IT Show 삼성전자 부스 모델
- 2010년 경향하우징페어 한화 부스 모델
- 2011년 서울 모터쇼 르노삼성 부스 포즈모델

### 레이싱모델 경력
- 2005년 BAT GT 챔피언십 SIGMA PAO LEXUS 레이싱팀 전속 모델
- 2006년 KGTC 슈퍼레이스 챔피언십 SK에너지 ZIC XQ 스폰서십 전속 모델
- 2010년 CJ 티빙닷컴 슈퍼레이스 챔피언십 르노삼성 레이싱팀 전속 모델